# SOS Alarm
SOS Alarm Sverige AB är ett svenskt offentligägt företag, som driver nödnumret 112 i Sverige. Bolaget ägs till lika delar av staten och Sveriges Kommuner och Regioner.

## Historik
SOS Alarm har sitt ursprung i en statlig utredning om landsbygdens telefonautomatisering från 1944, där man föreslog att man skulle behålla telefonister på vissa stationer även om de automatiserades. Telefonisterna skulle då kunna koppla abonnenterna till läkare, polis, brandkår och liknande.
Efter flera långdragna statliga utredningar beslutade riksdagen 1956 att SOS-tjänsten skulle införas. Namnet SOS står i det här fallet för Samhällets olycksfalls- och säkerhetstjänst. Som anropsnummer valdes 90 00 00, som så småningom byttes ut till det mer bekanta 90 000. Numret skulle vara lätt att slå och komma ihåg (men samtidigt svårt att slå av misstag – 0 och 9 befann sig ju i varsin ände av en nummerskiva). Numera är numret 112.
Den första SOS-centralen startades 1956 i Göteborg. Året efter öppnades Jönköping, Uppsala och Östersund. Stockholm fick sin SOS-central 1958.
Från början var SOS-tjänsten en kopplingsjänst, där telefonisten på SOS-centralen kopplade den nödställde till respektive hjälptjänst efter jourlistor med telefonnummer till jourhavande läkare och liknande. Så småningom utvecklades tjänsten till att också innefatta till exempel brandkår och ambulans.
När abonnenten slog 90 000 på telefonen, räknades numret om i växlarna, och telefonisten tog emot anropet som 90 7XX. De två sista siffrorna visade vilken knutgrupp i nätet som anropet kom från, och på så vis kunde man se ungefär varifrån abonnenten ringde.
År 1973 överfördes ansvaret för alarmeringen till bolaget SOS Alarm, med staten, Kommunförbundet och Landstingsförbundet som ägare. Företaget hette vid denna tid SOSAB, men bytte senare namn till SOS Alarmering AB och slutligen till det nuvarande SOS Alarm Sverige AB. Företaget finansierades med anslag fram till december 1994 och blev 1995 ett vinstinriktat företag.

## Kritik
Kritik riktades 2011 mot SOS Alarm, på grundvalen att operatörer ansågs ha missbedömt uppringandes nödsituation. I fyra fall hade en nödställd avlidit då ambulans skickats sent eller inte alls. I ett av dessa fall åtalades operatören för grovt vållande till annans död, men friades i tingsrätten. I domen klandrade dock tingsrätten att ambulans inte beordrats på basis av de indikationer, som patienten hade lämnat.
En återkommande kritik mot SOS Alarm är att det förekommer för långa svarstider, något som 2015 ledde till att företagets VD Johan Hedensiö fick lämna sin tjänst. I augusti 2021 kritiserades företaget för allt längre svarstider. Enligt bolagets avtal med staten ska den genomsnittliga svarstiden vara 8 sekunder. Under perioden januari till juni 2021 var den genomsnittliga svarstiden 10,8 sekunder. Under delar av den perioden förekom dock svarstider på upp emot 45 sekunder, och vid några tillfällen var den flera minuter. SOS Alarm förklarade den längre svarstiden med personalbrist.
Kritiken mot svarstiderna återkom under 2022 då de uppgick till i genomsnitt 30 sekunder, och i perioder till flera minuter. Enligt SOS Alarm berodde detta på följdverkningar av covid-19-pandemin med sjukskrivningar etc.

## Verksamhet
Ett normalår hanterar SOS Alarm 3,5 miljoner larmsamtal och 975 000 vårdärenden. År 2017 rörde en tredjedel av de drygt 3 miljoner inkomna samtalen inga akuta ärenden och 100 000 var busringningar.
Bolaget har närmare 900 anställda och 14 regionala SOS-centraler. Medelsvarstiden för ett 112-samtal var 2013 11,5 sekunder, 2014 15,3 sekunder och 2016 14,7 sekunder. 2019 var den genomsnittliga svarstiden 8,6 sekunder, 2020 9,2 sekunder och första halvåret 2021 10,8 sekunder.

## Verkställande direktörer
- Karl Egon Lindberg, 1974–1994
- Sven-Runo Bergqvist, 1994–2010
- Johan Hedensiö, 2010–2015
- Maria Khorsand, 2016–[14]2022
- Madeleine Raukas, 2022